# Ciclu menstrual

Ciclul menstrual este un proces ciclic, specific sexualității umane, a cărui manifestare cea mai vizibilă este menstruația. 
Nu trebuie confundat cu ciclul estral, care este specific animalelor.